# ポプ弁
ポプ弁（ポプべん）は、コンビニエンスストアチェーンのポプラが製造する「HOT弁当」の愛称。
1983年から製造開始したポプラの看板商品である。いつ頃か客側が呼びだし2010年ポプラが正式に愛称として導入、2024年時点で正式名称は「HOT弁当」名で商品マークや店舗外の幟に「ポプ弁」名が掲げられている。ポプラの他、ローソン・ポプラ、生活彩家で販売されている。

## 特徴
「（ご飯部分のスペースを空け）おかずだけ入った弁当」であり、店舗での販売時にレジでおかずだけ入った弁当を温め、その後に店舗内で炊いたご飯を盛り付ける。
ご飯の量の目安は2024年時点で、小盛 200g／普通 250g／大盛 350g／特盛 450g 。大盛まで無料、特盛+50円 。量の多い少ないは客側の好みで細かく対応できる。ふりかけが無料で付く。ご飯だけでも購入できる。
「ごはんは炊きたて以上のおいしさはない」をモットーに続けている。マニュアル化できないためナショナルチェーンのコンビニではやれないという。
以下、2024年11月時点でのポプ弁ラインナップを示す。店舗によって取り扱い内容が変わる。
- とり唐揚げ豚ヒレかつ弁当
- こだわりロースとんかつ弁当
- オーロラソースの鶏かつ弁当
- 旨こくローストチキン弁当
- お好みミックスフライ弁当
- ぶちタル盛りチキン南蛮弁当
- お手軽味彩弁当
- ミックスグリル弁当
- ポーク＆チキン味噌かつ弁当
- 炭火焼肉風豚バラ弁当
- のり塩チキンカツ煮風弁当
- こだわりサバ塩焼き弁当
- ふっくら蒸した焼売弁当
- 焼魚の幕の内弁当
- まんぷくのり弁当
- できたての唐揚弁当5個入
- できたての唐揚弁当10個入
- 辛さをおさえたみんなのカレー
- たっぷり辛口ポークカレー

店舗で炊いたご飯と店舗で作ったおかずが入る「できたてのポプ弁」シリーズもある。レギュラー化しているのは唐揚げで、ご飯の量・価格は通常のポプ弁と同じ、唐揚げは5個入／8個入／10個入とあり数で価格は変わる。ふりかけとマヨネーズが無料で付く。
カレーライスもある。レトルトカレーが入った専用の容器の形で、店舗での販売時にレジでレトルトカレーだけを温め、その後に店舗で炊いたご飯が盛り付ける。

## 沿革
1974年、酒類卸およびそのつまみを製造・販売していた大黒屋食品の社長である目黒俊治が、広島市流川（現中区）に「ナイトショップ・ポプラ」を開業する。なおセブン-イレブン1号店は同1974年開店、ファミリーマート1号店は1973年、ローソン1号店は1975年、とナショナルチェーンと同時期の開店になる。
弁当は流川の1号店の売れ筋商品で、外部のメーカーから仕入れた弁当を発売していたが、当時の製造状況では夜間に売る弁当がなかなかなかった。大黒屋で製造のノウハウを持っていたことから、1976年銀山町（現中区）に2号店を開店する際に、1階の店舗の上の階に厨房設備を設けそこで弁当・惣菜を作ることにした。銀山店開業の同年である1976年（株）ポプラ設立、銀山店の2階3階を拠点に弁当・惣菜の製造販売を目的として（株）弁当のポプラを設立した。
以降しばらくの間、一般的な弁当（ポプラではライスインタイプと呼称している）を製造していた。ただ当時は、弁当を朝作って昼は売れたが、夜は時間がたって美味しくなくなるためどう努力しても売れなかったという。当時ポプラは何でもトライしてみようという模索期だった。また1982年セブン-イレブン広島進出、以降ナショナルチェーンが次々と広島に進出しており、これらに対抗するため絶対真似できないものを売ろうと考えていた。
1983年、ある店舗に厨房設備を設け、そこで調理から盛り付けまでをすべて行ない「HOT弁当」の名で販売を始めた。これがポプ弁の原型誕生になる。
のちに、店舗それぞれで作っていたが品質や盛り付けが安定しないため、工場で調理を行い、店舗でご飯とおかずを盛り付ける方式となった。やがて現在のように、工場でおかずだけ調理して盛り付け、店舗内で炊いたご飯を詰める、という形に変わった。目黒は、若い頃スーパーでさきイカの量り売りをしてたくさん売った経験を持つことから、店員には「ご飯の量はお客に聞けえ」とよく言っていたという。
人気は根強く、2020年ポプラとローソンが共同事業契約を結びローソン・ポプラとしてリブランドした際にポプ弁がなくなるのかと問い合わせが多かったという。